# Sojiro Ishii
Sojiro Ishii (石井 壮二郎, Ishii Sojiro) est un footballeur japonais né le 29 mars 1970 dans la préfecture de Hyogo au Japon.